# Fondation Folon

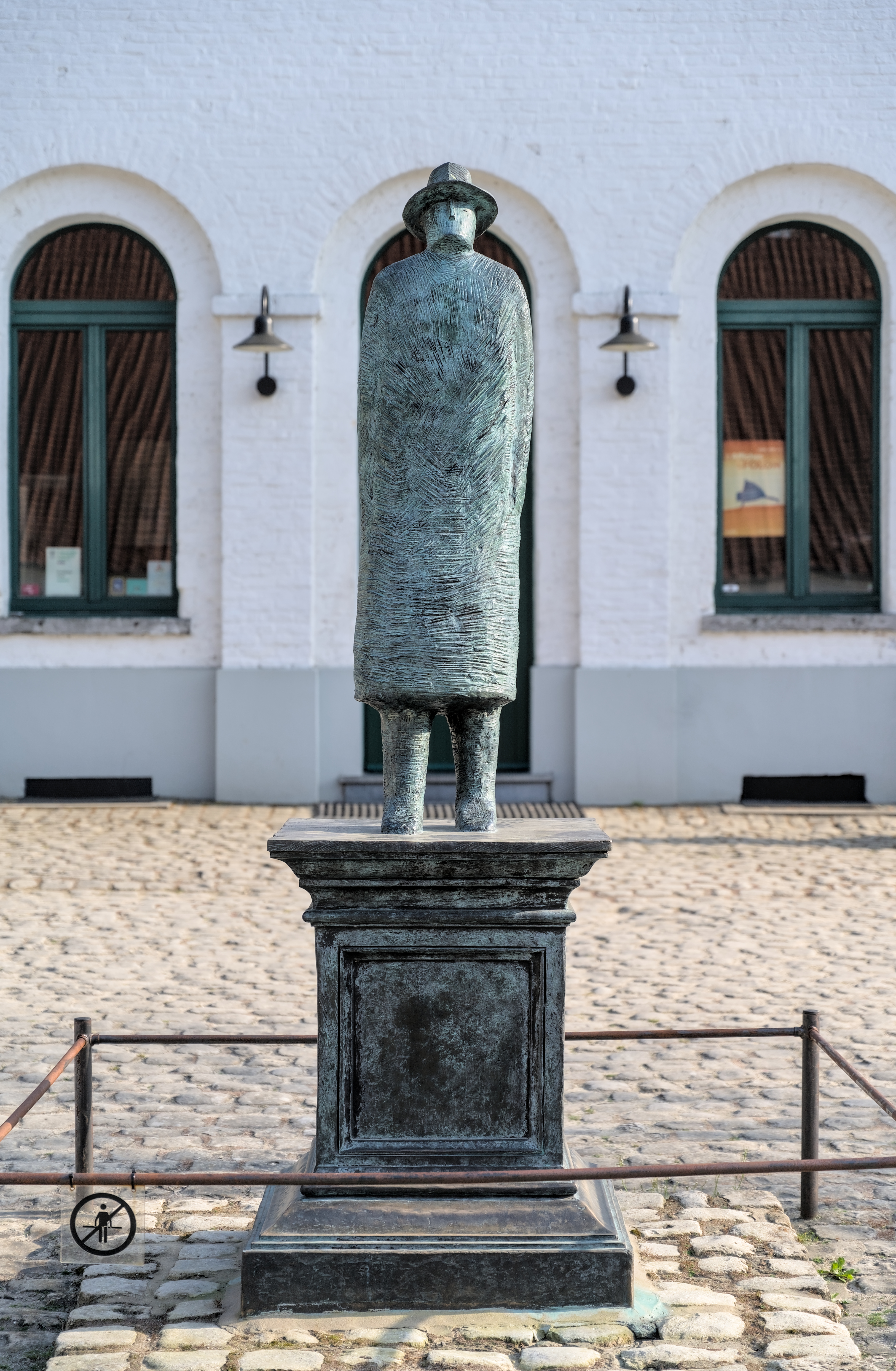
Fondation Folon

De Fondation Folon is een museum in de Belgische plaats Terhulpen op het Domaine Solvay.
Het Domaine Solvay is een groot park met bosland en meren en een kasteel uit 1842. Het landgoed was vroeger eigendom van de filantropische familie Solvay, rijke grootindustriëlen. In 1972 schonk de familie het landgoed aan de staat, en het kasteel wordt nu gebruikt voor recepties en seminars. De voormalige boerderij op het landgoed huisvest tegenwoordig de Fondation Folon - een tentoonstellingsruimte gewijd aan de Belgische schilder, illustrator en beeldhouwer Jean-Michel Folon (1934-2005). Tijdens zijn leven ontwierp Folon zaken als prenten, affiches, tijdschriftomslagen en postzegels.